# Richard Haas (Missionar)
Richard Haas SVD (* 21. Dezember 1911 in Schutterwald, Bezirksamt Offenburg; † 30. Oktober 1949 in China) war ein deutscher römisch-katholischer Geistlicher, Steyler Missionar und Märtyrer. 

## Leben
Richard Haas studierte Theologie in Freiburg im Breisgau und wurde am 22. März 1936 zum Priester geweiht. 1937 trat er bei den Steyler Missionaren ein und begann sein Noviziat im Missionshaus St. Augustin. Nach Ablegung der ersten Profess 1939 reiste er über Sibirien in die China-Mission. Er wirkte zuerst in der Provinz Henan. Nach der Kapitulation der Japaner ging er an seinen eigentlichen Bestimmungsort, die Provinz Gansu im Bereich der Städte Wuwei und Xining (östlich des Qinghai-Sees). Ende Oktober 1949 wurde er auf der Flucht vor den anrückenden Kommunisten von Räubern ermordet.

## Gedenken
Die Römisch-katholische Kirche in Deutschland nahm Pater Richard Haas als Märtyrer in das deutsche Martyrologium des 20. Jahrhunderts auf.